# 耳鼻咽喉科臨床学会
耳鼻咽喉科臨床学会（じびいんこうかりんしょうがっかい、英語: The Society Of Practical Otolaryngology）は、日本の学術研究団体の一つ。

## 概要
1908年3月設立。学術研究団体としての種別は単独学会である。臨床医学を学術研究領域とし、耳鼻咽喉科学および関連する領域の研究とくにその臨床の進歩を図ることを目的としている。

## 沿革
- 1908年 - 三曜会発足。
- 1925年 - 耳鼻咽喉科臨床会に改称。
- 1985年 - 耳鼻咽喉科臨床学会に改称。

## 刊行物

### 耳鼻咽喉科臨床
- 誌名（和文）：耳鼻咽喉科臨床
- 誌名（欧文）：Practica Oto-Rhino-Laryngologica
- 創刊年：1908
- 資料種別：ジャーナル（査読付き論文を含む）
- 使用言語：日英混在
- 発行形態：印刷体、eジャーナル
- 著作権帰属先：学会
- クリエイティブコモンズ：-
- 購読：有料

### 耳鼻咽喉科臨床　補冊
- 誌名（和文）：耳鼻咽喉科臨床　補冊
- 誌名（欧文）：Practica Oto-Rhino-Laryngologica Suppl.
- 創刊年：1986
- 資料種別：その他
- 使用言語：日英混在
- 発行形態：印刷体、eジャーナル
- 著作権帰属先：学会
- クリエイティブコモンズ：-
- 購読：有料